# Acanthodoris falklandica
Acanthodoris falklandica is een slakkensoort uit de familie van de Onchidorididae. De wetenschappelijke naam van de soort werd voor het eerst geldig gepubliceerd in 1907 door Eliot.